# Kinesiska
Om inget annat anges är kinesiskan i denna artikel skriven i ordningen traditionell kinesiska / förenklad kinesiska / pinyin. Om tecknen är densamma skrivs de endast en gång.
Kinesiska (traditionell kinesiska: 漢語?, förenklad kinesiska: 汉语?, pinyin: hànyǔ, även 中文, pinyin: zhōngwén och 華語/华语, pinyin: huáyǔ) är ett sinotibetanskt språk. Även om kinesiska betraktas som ett enda språk av kulturhistoriska skäl, så skiljer sig många av dess dialekter åt lika mycket som exempelvis germanska språk gör inbördes. Alla dialekter har dock ett gemensamt skriftspråk, med endast mindre inofficiella variationer för dialektala ord eller regional slang.
Närmare en femtedel av världens befolkning har någon form av kinesiska som modersmål, vilket gör det till världens mest talade språk om man går efter antalet modersmålstalare. Som standardkinesiska har språket officiell status i Kina och Taiwan och är ett av fyra officiella språk i Singapore samt ett av sex officiella språk i FN. I form av standardkantonesiska är kinesiska tillsammans med engelska officiellt språk i Hongkong och tillsammans med portugisiska i Macao.
Västerländska begrepp för att beskriva språk skiljer sig i många avseenden från den kinesiska terminologin, dels på grund av den enande kraft som kinesiska tecken utgör, dels på grund av skillnaderna i politisk och social utveckling i Kina i jämförelse med Europa. Efter det romerska rikets sönderfall blev Europa fragmenterat i områden som ofta särskildes genom språk. Kina kunde i en helt annan utsträckning behålla kulturell och politisk enhet inom ett mycket stort geografiskt område genom en gemensam standard för skriftspråk. Detta har lett till att kineser gör en tydligare åtskillnad mellan begreppen "skriftspråk" (文) och "talspråk" (語). Drygt tvåtusen år av gemensamt officiellt skriftspråk upprätthålls än idag och gäller för samtliga dialekter.
Kinesiskan tillhör den sinotibetanska språkfamiljen och är besläktad med tibetanska och burmesiska men är helt obesläktad med geografiskt näraliggande språk som koreanska, vietnamesiska och japanska. Alla dessa språk har dock befunnit sig inom en kultursfär dominerad av kinesiskspråkig kultur, som påverkat de övriga språken i fråga om såväl grammatik som ordförråd. Koreanska skrivs numera huvudsakligen med det inhemska fonetiska alfabetet hangul, men i Sydkorea används fortfarande i viss mån hanja (inlånade kinesiska tecken). I Nordkorea är hanja totalt avskaffat sedan 1950-talet. I japanska är kanji, det japanska namnet för kinesiska tecken, en oumbärlig del av skriven japanska och används i mycket stor utsträckning än idag. Många förslag till ett totalt avskaffande av kanji har presenterats, men inget har varit framgångsrikt. I Vietnam används idag enbart ett eget fonetiskt alfabet, quốc ngữ, som baseras på en modifierad variant av det latinska alfabetet, men språket innehåller fortfarande en stor mängd kinesiska lånord.

## Språk eller språkgrupp
Talad kinesiska omfattar många regionala och inbördes obegripliga varianter. Kinesiskans dialekter har genomgått en utveckling liknande de romanska språkens utveckling ur latinet, även om det politiska sammanhanget har varit något annorlunda.
I Europa skapade den politiska fragmenteringen under tidig medeltid och framåt stater som i storlek var jämförbara med de kinesiska provinserna. I Kina upprätthölls det gemensamma skriftspråket samtidigt som talspråken utvecklades självständigt på ett sätt som liknar hur de romanska språken gick skilda vägar, något som påverkades av såväl politiska som geografiska omständigheter. Landets enorma storlek och förekomsten av stora bergskedjor och flodsystem styrde denna utveckling i hög grad.
Ett tydligt exempel är det bergiga södra Kina som också korsas av många floder. Området uppvisar större språkskillnader än norra Kina som domineras av stora, flacka slättområden. Kineserna själva har ett ordspråk för detta fenomen: 南船北馬 (pinyin: nán chuán běi mǎ "båtar i söder, hästar i norr"). Södra Kina har täta skogar, berg och flodsystem som gjorde transporter med båt fördelaktigare, medan norra Kina med sina slätter passade bäst för hästtransporter.
Xianghua är en av de många dialekter eller språk som tillhör den större språkgrupp som går under benämningen kinesiska.
Ett tydligt exempel på detta är Wuzhou, som ligger 190 km uppströms från Guangzhou, huvudstaden i Guangdong-provinsen. Taishan i sin tur ligger bara 95 km sydväst om Guangzhou. Ändå är dialekten i Wuzhou mycket närmare besläktad med standardkantonesiskan i Guangzhou än vad Taishan-dialekten är. Den standardisering och anpassning av dialekter och regionala varianter till nationalspråk som såväl romanska som övriga europeiska språk genomgick var en process som aldrig skedde i Kina.
De utländska lingvister som beskriver kantonesiska och mandarin som samma språk är mycket få, men trots att de utanför Kina av fackfolk betraktas som separata språk, skulle de flesta kineser hävda motsatsen, delvis på grund av det gemensamma skriftspråket. Kineser använder i allmänhet uttryck i stil med "lokalt tal", det vill säga "dialekt", för att beskriva exempelvis Peking- eller Shanghai-dialekt. Bland många kineser finns ingen medvetenhet om att dessa dialekter kategoriseras som olika språk baserat på kriterier om ömsesidig begriplighet. I områden där språkskillnaderna är mycket mer påtagliga, som i södra Kina, finns en större medvetenhet om indelningar som wu och hakka. Även om det stämmer att varianter av språket i norra Kina är förhållandevis lika, så är skillnaderna i söder ofta mycket påtagliga, och då i synnerhet om de relateras till de nordliga mandarin-dialekterna. Exempelvis är skillnaden mellan den mandarin som talas i Sichuan och den som talas i Peking jämförbar med skillnaden mellan svenska och danska.
På grund av den kinesiska självbilden, som delas av en majoritet av kinesiskans talare, respekteras denna indelning av många lingvister, som använder begreppet "språk" om kinesiska som helhet och "dialekt" om samtliga regionala varianter. De flesta språkforskare följer dock mer universella kriterier för språkklassificering, och går efter vilka varianter som är ömsesidigt begripliga. Skiljelinjerna är dock långt ifrån klara, och meningarna om hur många som är språk i egentlig mening är omtvistat. Siffran brukar variera mellan sju och sjutton beroende på hur strikta krav på ömsesidig förståelse som ställs.
Skillnader mellan begreppen "språk" och "språkfamilj" bär med sig politiska övertoner och kan leda till hårda tongångar i diskussioner. För vissa framstår tanken på kinesiska som flera olika språk som ett tydligt argument för separatism som utmanar bilden av det gemensamma etniska begreppet hankines. Förespråkare av självständighet på Taiwan brukar vara hängivna anhängare av väl utbyggd undervisning i hakka och min.
Sambanden mellan etnicitet, politik och språk kan vara mycket komplicerade. Många talare av wu, min, hakka och kantonesiska betraktar sina modersmål som egna språk, men ifrågasätter inte begreppet hankines som en gemensam benämning på den stora majoriteten av kineser, och ser ingen konflikt mellan dessa två synsätt. Hankines ses som ett begrepp som är och alltid har varit mycket brett och fullt av mångfald. Regeringen i Peking erkänner också officiellt att "kines" egentligen hänvisar till ett bredare begrepp som kallas zhonghua minzu, och omfattar även helt och hållet icke-kinesiska grupper som tibetaner, mongoler och talare av turkspråk. På Taiwan hittar man även förespråkare för ett enat Kina som ändå förespråkar lokala språk, och som en analogi till zhonghua minzu på fastlandet finns det på Taiwan en ursprungsbefolkning som talar austronesiska språk och som bott på ön långt före den kinesiska koloniseringen och är kulturellt besläktade med bland andra polynesier.

## Historik
De flesta språkforskare klassificerar de olika kinesiska varianterna som medlemmar av den sinotibetanska språkfamiljen och anser att det finns ett urspråk, ursinotibetanska, som gett upphov till samtliga av språken inom språkfamiljen i likhet med de indoeuropeiska språkens ursprung i den efterhandskonstruerade urindoeuropeiskan. Förhållandet mellan de olika språken inom språkfamiljen är dock ännu inte fullt klarlagt och mycket forskning inriktas på att rekonstruera det tänka gemensamma urspråket. Även om detta underlättas av att många belägg för hur äldre kinesiskt uttal lät finns i tidiga skriftliga källor, så är beläggen för de övriga språkens fonologiska utveckling mycket svagare.
Utvecklingen av kinesiska är föremål för akademisk debatt. Ett av de första systemen framarbetades av den svenske lingvisten Bernhard Karlgren och det som följer nedan är en modernare tolkning av detta system.
Fornkinesiska (上古漢語 shànggǔhànyǔ) var det språk som var vanligast under Zhoudynastin (1000-talet till 600-talet f.Kr.). Texter från denna period består mestadels av skrift på bronskärl, Shi Jing-poesi, historien om Shujing och utdrag av Yijing (I Ching). Arbetet med att rekonstruera fornkinesiska började redan under Qingdynastin. De fonetiska elementen som återfinns i de flesta kinesiska tecken ger information om deras uttal. Fornkinesiskan var inte helt isolerande utan hade en rik fonologi där aspiration och ett andningsmodifierat uttal kunde skilja konsonantpar åt.
Medeltidskinesiska (中古漢語 zhonggǔhànyǔ) talades under Sui-, Tang- och Songdynastin från 600- till 900-talet e.Kr. Den kan delas in i en tidig period där rimboken 切韻 Qieyun (daterad till år 601) är tongivande, och en sen period på 900-talet där en senare rimbok, 廣韻 Guangyun, är en viktig källa. Bernhard Karlgren hänvisade till den senare perioden som "antik kinesiska". Språkforskare har en god uppfattning om hur medeltidskinesiska lät genom rekonstruktioner. Källorna är många, förutom rimböcker även moderna dialektala variationer samt översättningar och transkriberingar mellan kinesiska och andra språk. På samma sätt som urindoeuropeiskan kan rekonstrueras från moderna indoeuropeiska språk, kan medeltidskinesiskan rekonstrueras från de moderna dialekterna. Mycket av arbetet kring rekonstruktioner förlitar sig på äldre rimsystem, och detta är inte helt problemfritt. Modern språkforskning har visat att försök att rekonstruera kantonesiska från nutida rim i kantonesisk pop har givit en mycket skev bild av det moderna talspråket.
Språkträdet nedanför visar de större undergrupperna av kinesiska dialekter och deras historiska utveckling, och framförallt deras gemensamma ursprung i ett gemensamt urspråk. Språkträdet är generellt, och har utelämnat mer komplexa utvecklingsförhållanden. Som exempel har min, som återfinns i Fujian-provinsen, fem indelningar och det så kallade norra språket, bei yu, har också fem underkategorier såsom yunnan hua och "sichuan hua" ("yunnanspråk" och "sichuanspråk").

Talad kinesiska i Kina och Taiwan.

## Talspråk
Kartan till höger visar den geografiska spridningen av de kinesiska dialekterna. De sju huvudgrupperna är mandarin, wu (som inkluderar Shanghai-dialekt), xiang, gan, hakka, kantonesiska (eller yue och min, där den sista av lingvister delas in i ytterligare fem till sju undergrupper, av vilka samtliga är ömsesidigt obegripliga). Vissa språkforskare lägger till ytterligare tre undergrupper som separerar jin från mandarin, pinghua från kantonesiska och hui från wu. Det finns många andra mindre varianter som inte är klassificerade, som Danzhou-dialekt som talas i Danzhou på ön Hainan, xianghua (乡话 inte att förväxlas med xiang; 湘) som talas i västra Hunan och shaozhou tuhua, som talas i norra Guangdong-provinsen. Se lista över kinesiska dialekter för en mer omfattande lista av enskilda dialekter inom dessa generella underavdelningar.
Det officiella standardspråket i Kina, Singapore och på Taiwan, standardkinesiska, baseras på dialekten kring Peking. Detta standardspråk lägger sig ofta som ett raster över samtliga dialekter, och uppvisar betydande regionala variationer inom talspråket som påverkas av att talare från olika dialektområden påverkar standardspråket genom att ge det regionala talspråkliga inslag. Många kineser är flerspråkiga, och talar förutom standardspråket ofta en eller flera lokala dialekter; i södra Kina är det vanligt att man förutom standardkinesiska talar en lokal dialekt och en mer allmän regional dialekt. Detta leder till en hel del språkblandning där framförallt ord från standardspråket tar sig in i lokala dialekter och i ledigt vardagsspråk blandas ofta flera språk, något som anses fullt social accepterat i många situationer.

## Skriftspråk
Förhållandet mellan skriftspråk och talspråk i kinesiska är komplicerat. Denna komplexitet beror på att den tidigt etablerade och relativt statiska skriftspråksstandarden gått hand i hand med en individuell utveckling av kinesiskans olika dialekter.
Fram till 1900-talet skrevs formella texter på klassisk kinesiska, som är väldigt olikt någon av de talade varianterna och skilde sig i ungefär samma utsträckning som klassiskt latin skiljer sig från moderna romanska språk. Sedan fjärde maj-rörelsen inleddes 1919 ändrades skriftspråkstandarden till baihua (bokstavligt översatt "vitt språk", men avser ett mer talspråksnära skriftspråk), som, även om det var långt ifrån identiskt med talspråk i fråga om grammatik och ordförråd, stod betydligt närmare vardagsspråket än den mycket stiliserade klassiska kinesiskan.
Enskilda kinesiska tecken representerar morfem som är oberoende av fonetiska variationer. Alltså uttalas räknetalet "ett" på standardkinesiska yi, på kantonesiska yat och på min nan tsit. Samtliga uttal skrivs dock med samma tecken, 一. Ortografin i olika kinesiska dialekter är dock inte identisk. Ordförråden skiljer sig åt i vardagligare sammanhang, och många dialekter har egna, inofficiella tecken, som konstruerats för att återge regionala egenheter i språket.
Den enda dialekt utanför mandarin-dialekterna som har ett väl använt (men inte officiellt) skriftspråk är kantonesiskan. Språket används av många människor och är populärt även i internetchatt och sms. Ändå undviker kantoneser i allmänhet dessa inofficiella tecken i mer formell kommunikation.

### Kinesiska tecken

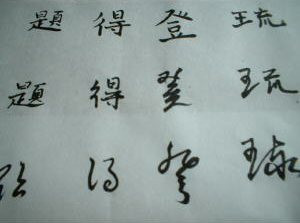
Modern kinesisk skrift i olika stilar.

Skriven kinesiska består av tecken (漢字/汉字 hànzì "han-tecken") eller logogram, där varje enskilt tecken med enstaka undantag representerar ett morfem (ord eller orddel) och en stavelse. Tecknen delas sedan länge in i olika grupper (sex i den klassiska listan) beroende på hur de är sammansatta. En del tecken var ursprungligen bilder, men de flesta tecken består av en del ("radikal") som pekar på tecknets betydelse, och en annan ("fonetikum") som pekar mot tecknets uttal.
Det finns för tillfället två officiella kinesiska teckenuppsättningar för skriven kinesiska. Den ena, traditionell kinesiska, används i Taiwan, Hongkong, Macao och av många utlandskineser, och den andra, förenklad kinesiska används i Folkrepubliken Kina och i Singapore. De flesta utlänningar lär sig idag förenklade tecken. Den traditionella skriften håller fast vid äldre standarder för antalet streck i enskilda tecken medan det förenklade systemet har genomgått en omfattande reduktion av streck i många radikaler, som baserar sig på historiska, men ofta rätt obskyra, förenklingar. Utöver dessa olika standarder använder sig enskilda individer ofta av egna förenklingar i handskrivet material.
I japanskan och koreanskan (endast Sydkorea) används egna varianter av det kinesiska skriftspråket (kanji respektive hanja) som är anpassade efter de två språkens mycket annorlunda grammatik och graden av förenkling kan sägas inta en sorts mellanposition mellan den förenklade och traditionella skriften. Japanskan innehåller också ett par hundra tecken som är konstruerade i Japan för japanskt bruk (bland annat en stor mängd tecken för olika fiskarter och andra marina djur).

### Transkribering
Det finns ett antal olika system för att transkribera kinesiska med det latinska alfabetet. Inom Kina är Hanyu pinyin det officiellt stipulerade systemet. Hanyu pinyin är den internationellt mest accepterade formen för transkribering och är även det mest använda systemet i Sverige. Undantag från detta görs dock ofta för välkända ortnamn som Peking, Kanton och Hongkong respektive namn på personer från Hongkong, Macau och Taiwan, vilka i väst ofta skrivs med det historiska transkriberingssystemet Wade-Giles.
Wade-Giles är ett transkriberingssystem utarbetat i Storbritannien. Alternativa och konkurrerande transkriberingssystem har även uppfunnits, och används fortfarande, i bland annat USA, Frankrike och Ryssland.
Taiwans parlament bestämde år 2002 att en alternativ form av pinyin, kallad Tongyong pinyin, skulle vara den officiella transkriberingsformen i hela landet.

## Ljud
För information om standardkinesiskt uttal, se pinyin och respektive dialektartikels fonologidel.
I övrigt är språket i samtliga varianter mycket strikt bundet till att varje morfem består av en stavelse med relativt rigid struktur. Särskilt mandarin-dialekterna är på grund av detta väldigt ljudfattiga och en stor mängd homonymer finns. Detta har lett till att en större benägenhet till tvåstaviga ord, för undvika sammanblandning.
Ett exempel på hur ordtoner låter brukar ofta återges med följande fyra varianter av stavelsen "ma" (på standardkinesiska):
妈, "mamma" - hög jämn
麻, "hampa" - hög stigande
马, "häst" - låg fallande-stigande
骂, "skälla", "banna" - hög fallande
Samtliga kinesiska dialekter är tonspråk där betydelseskillnad inte bara kan anges med kombinationer av konsonant- och vokalljud, utan även med en stavelses relativa ton. Till skillnad från svenskan är tonerna i de flesta kinesiska dialekter betydelsebärande i mycket högre grad, fler till antalet och mer dynamiska inom varje stavelse. Vissa nordliga dialekter har tre toner, medan sydkinesiska dialekter kan ha upp till 10. Ett undantag är Shanghai-dialekten där tonspråket har utvecklats till något som mer liknar svenskans toner (ord som "tomten" kan vara bestämd form av antingen "tomt" eller "tomte").

## Grammatik
För standardkinesiskans grammatik se kinesisk grammatik och övriga dialekters respektive artiklar.
Samtliga kinesiska dialekter räknas som isolerande språk, vilket innebär att språket helt saknar ordböjningar. Istället uttrycks grammatiken med hjälp av syntax. Språket saknar i praktiken tempus och uttrycker förfluten tid med hjälp av aspekt och konkret sammanhang.
Kinesiskan är ett språk som utnyttjar konstruktionen topic-comment och har ordföljden subjekt-verb-objekt, precis som svenska och engelska.
Liksom många andra (obesläktade) östasiatiska språk saknar kinesiskan genus, men har istället en stor mängd måttord som till skillnad från liknande måttord i svenskan är obligatoriska. Ett räkneord som bestämmer antalet av ett visst substantiv måste ha ett speciellt ord som anger substantivets klass. Klasserna kan delas in efter det beskrivna föremålets (eller företeelsens) form, användningsområde, arttillhörighet och en mängd andra kriterier.
Se även kinesiska måttsord.